# Sune Elffors
Lars Sune Elffors, född 23 juli 1921 i Stockholm, död där 26 september 2008, var en svensk skådespelare och officer.

## Filmografi
- 1952 – Eldfågeln
- 1954 – Café Lunchrasten
- 1956 – Främlingen från skyn
- 1957 – Vägen genom Skå

### Fotnoter
1. ↑  ”Sune Elffors”. Svensk Filmdatabas. http://www.sfi.se/sv/svensk-filmdatabas/Item/?type=PERSON&itemid=64469&ref=%2ftemplates%2fSwedishFilmSearchResult.aspx%3fid%3d1225%26epslanguage%3dsv%26searchword%3dSune+Elffors%26type%3dPerson%26match%3dBegin%26page%3d1%26prom%3dFalse. Läst 19 augusti 2012.